# Steamboat Round the Bend
Pour plus de détails, voir Fiche technique et Distribution.
Steamboat Round the Bend est un film américain en noir et blanc réalisé par John Ford, sorti en 1935.

## Synopsis
Un jeune homme a tué un homme en légitime défense pour sauver la femme qu'il aime. Il avoue son crime à la justice et se retrouve condamné à mort. Comment le sauver ?

## Fiche technique
- Titre : Steamboat Round the Bend
- Titre original : Steamboat Round the Bend
- Réalisation : John Ford
- Scénario : Dudley Nichols et Lamar Trotti d'après le roman de Ben Lucien Burman
- Producteur : Sol M. Wurtzel
- Société de production : Fox Film
- Société de distribution :	20th Century Fox
- Musique : Samuel Kaylin
- Photographie : George Schneiderman
- Montage : Alfred DeGaetano
- Pays de production :  États-Unis
- Format : noir et blanc - son : mono - 35 mm
- Genre : Comédie dramatique
- Durée : 82 min
- Dates de sortie :
  - États-Unis : 6 septembre 1935
  - France : 8 novembre 1972

## Distribution
- Will Rogers : le docteur John Pearly
- Anne Shirley : Fleety Belle
- Irvin S. Cobb : Captain Eli
- Eugene Pallette : Sheriff Rufe Jeffers
- John McGuire : Duke
- Berton Churchill : New Moses
- Francis Ford : Efe
- Roger Imhof : Pappy
- Raymond Hatton : Matt Abel
- Hobart Bosworth : l'aumônier
- Stepin Fetchit : Jonah

Acteurs non crédités
- C.E. Anderson : le geôlier
- Sam Baker : rôle mineur
- Hobart Cavanaugh : un auditeur
- Heinie Conklin : le récidiviste (ex-prisonnier)
- Dell Henderson : le vendeur
- Robert Homans : un commissaire de courses
- Ed Jones : New Elijah
- Fred Kohler Jr. : Popkins, le prétendant de Fleety Belle
- James A. Marcus : le directeur
- Charles Middleton : le père de Fletty Belle
- Jack Pennick : le meneur
- Si Jenks : un fermier

## Autour du film
- Le tournage a eu lieu de mi-mai au 21 juin 1935 sur les rivières Sacramento et San-Joaquim.
- La recette du film avoisine les 1 000 000 dollars.[réf. souhaitée]

- John Ford dirige pour la troisième et dernière fois l'acteur Will Rogers à propos duquel, il déclare : « Les gens de l'Ouest étaient comme Will Rogers. C'étaient des hommes bourrus et imparfaits, mais beaucoup étaient foncièrement doux et la plupart étaient foncièrement moraux et religieux, comme la plupart des gens qui vivent de la terre. »[réf. souhaitée]. Le film est sorti quelques semaines après la mort de l'acteur.

- Le frère de Ford, Francis Ford apparaît dans le rôle d'un pochard.